# Bolivia ai XXIV Giochi olimpici invernali
La Bolivia ha partecipato ai XXIV Giochi olimpici invernali, che si sono svolti dal 4 al 20 febbraio 2022 a Pechino in Cina, con una delegazione composta da due atleti.

## Delegazione
| Sport        | Uomini | Donne | Totale |
| ------------ | ------ | ----- | ------ |
| Sci alpino   | 1      | -     | 1      |
| Sci di fondo | 1      | -     | 1      |
| Totale       | 2      | -     | 2      |

## Risultati

### Sci alpino
| Atleta                       | Evento         | Tempo     | Tempo     | Tempo   | Posizione |
| Atleta                       | Evento         | 1ª manche | 2ª manche | Totale  | Posizione |
| ---------------------------- | -------------- | --------- | --------- | ------- | --------- |
| Simon Breitfuss Kammerlander | Discesa libera | 1'48"26   | 1'48"26   | 1'48"26 | 34º       |
| Simon Breitfuss Kammerlander | Supergigante   | DNF       | DNF       | DNF     | DNF       |

### Sci di fondo
| Atleta               | Evento         | Totale  | Totale   | Totale    |
| Atleta               | Evento         | Tempo   | Distacco | Posizione |
| -------------------- | -------------- | ------- | -------- | --------- |
| Timo Juhani Grönlund | 15 km maschile | 49'27"0 | +11'32"2 | 89º       |